# Episodi di The Venture Bros. (prima stagione)
La prima stagione della serie animata The Venture Bros., composta da 13 episodi, è stata trasmessa negli Stati Uniti, da Adult Swim, dal 7 agosto al 30 ottobre 2004.
In Italia è stata interamente pubblicata il 1º novembre 2021 su Prime Video.
| nº | Titolo originale                  | Titolo italiano         | Prima TV USA      | Pubblicazione Italia |
| -- | --------------------------------- | ----------------------- | ----------------- | -------------------- |
| 1  | Dia de Los Dangerous!             | Dia de Los Muertos      | 7 agosto 2004     | 1º novembre 2021     |
| 2  | Careers in Science                | Ritorno al passato      | 14 agosto 2004    | 1º novembre 2021     |
| 3  | Home Insecurity                   | Brock va in vacanza     | 21 agosto 2004    | 1º novembre 2021     |
| 4  | The Incredible Mr. Brisby         | Brisbyland              | 28 agosto 2004    | 1º novembre 2021     |
| 5  | Eeney, Meeney, Miney... Magic!    | Triana                  | 4 settembre 2004  | 1º novembre 2021     |
| 6  | Ghosts of the Sargasso            | I pirati                | 11 settembre 2004 | 1º novembre 2021     |
| 7  | Ice Station – Impossible!         | Il siero Golia          | 18 settembre 2004 | 1º novembre 2021     |
| 8  | Mid-Life Chrysalis                | Crisalide di mezza età  | 25 settembre 2004 | 1º novembre 2021     |
| 9  | Are You There, God? It's Me, Dean | Emergenza medica        | 2 ottobre 2004    | 1º novembre 2021     |
| 10 | Tag Sale – You're It!             | Il mercatino dell'usato | 9 ottobre 2004    | 1º novembre 2021     |
| 11 | Past Tense                        | Tempo passato           | 16 ottobre 2004   | 1º novembre 2021     |
| 12 | The Trial of the Monarch          | Il processo             | 23 ottobre 2004   | 1º novembre 2021     |
| 13 | Return to Spider-Skull Island     | Una strana nascita      | 30 ottobre 2004   | 1º novembre 2021     |

## Dia de Los Muertos
- Titolo originale: Dia de Los Dangerous!
- Scritto da: Jackson Publick

### Trama
Durante una visita a Tijuana, Hank e Dean vengono rapiti dagli scagnozzi di Monarch. Nel frattempo, dopo essere stato derubato del suo unico rene, il Dott. Venture, Brock e il loro assistente robot H.E.L.P.eR. organizzano un soccorso per salvare i ragazzi e cercare di procurargli dei reni.

## Ritorno al passato
- Titolo originale: Careers in Science
- Scritto da: Ben Edlund e Doc Hammer

### Trama
La famiglia Venture si reca alla stazione spaziale orbitale Gargantua-1, costruita negli anni '70 dal padre del Dott. Venture, il Dott. Jonas Venture, in modo che possa ripararla. L'ufficiale della stazione, il tenente Anna Baldavich, si trova attratta da Brock, provocando una tensione romantica con il suo collega ufficiale, il colonnello Bud Manstrong. Hank e Dean si convincono che Gargantua-1 sia infestato da un "astronauta fantasma", mentre il Dott. Venture scopre che la stazione da problemi per causa sua.

## Brock va in vacanza
- Titolo originale: Home Insecurity
- Scritto da: Jackson Publick

### Trama
Il Dott. Venture costruisce un nuovo robot, G.U.A.R.D.O., per proteggere se stesso e i suoi figli mentre Brock è in campeggio. Tuttavia, i Venture finiscono intrappolati nella loro panic room quando Monarch e il barone Ünderbheit inviano entrambi i loro scagnozzi per attaccare il Dott. Venture quella stessa notte. Nel frattempo, Brock fa amicizia con il cyborg Steve Summers e il suo amante, un Sasquatch, aiutandoli a eludere le forze militari degli Stati Uniti che li stanno inseguendo.

## Brisbyland
- Titolo originale: The Incredible Mr. Brisby
- Scritto da: Jackson Publick

### Trama
Il magnate dei parchi a tema e dei cartoni animati Roy Brisby rapisce il Dott. Venture, nel tentativo di scoprire le ricerche di suo padre sulla clonazione per clonare un corpo sano da rimpiazzare con il suo. Hank e Dean vengono rapiti e sottoposti al lavaggio del cervello dall'Orange County Liberation Front, in contrapposizione alle idee di Brisby e il suo parco di Brisbyland. Brock fa squadra con una sua vecchia conoscenza, il mercenario Molotov Cocktease, per salvare i Venture.

## Triana
- Titolo originale: Eeney, Meeney, Miney... Magic!
- Scritto da: Doc Hammer

### Trama
Il negromante Dott. Byron Orpheus si trasferisce nel Venture Compound come inquilino e Dean ha un'infatuazione per sua figlia Triana. Brock, Hank e Dean rimangono intrappolati nell'ultima invenzione del Dott. Venture, il Joy Can, capace di creare le allucinazioni dei desideri più profondi pensati dall'utente. I sentimenti di Dean per Triana li consentono quindi di fuggire.

## I pirati
- Titolo originale: Ghosts of the Sargasso
- Scritto da: Jackson Publick e Doc Hammer

### Trama
La famiglia Venture naviga verso il Triangolo delle Bermuda sul loro aliscafo X-2 per recuperare un aereo sperimentale costruito dal padre del Dott. Venture che si è schiantato lì nel 1969. Mentre il Dott. Venture esplora il fondo dell'oceano, l'X-2 viene superato da dei pirati la cui nave è rimasta bloccata nel sargasso per anni. Il Dott. Venture rimane intrappolato sott'acqua dopo che il suo "localizzatore metasonico" ha accidentalmente evocato il fantasma del pilota dell'aereo, il maggiore Tom. Brock e Hank lavorano insieme per sottomettere i pirati, affrontare il fantasma e salvare il Dott. Venture.

## Il siero Golia
- Titolo originale: Ice Station – Impossible!
- Scritto da: Jackson Publick

### Trama
Il Dott. Venture, Pete White e Billy Quizboy vengono reclutati in un think tank governativo nell'Artide guidato dall'ex professore universitario del Dott. Venture, Richard Impossible. Dopo aver flirtato con la moglie di Richard, Sally, e aver scoperto che la famiglia Impossible è colpita da bizzarre mutazioni genetiche, il Dott. Venture viene abbandonato nella neve dal professore. Nel frattempo, Hank viene esposto ad un siero che lo porta a farsi esplodere. Brock lo porta di corsa nell'Artico e salva il Dott. Venture in modo tale che il think tank possa trovare un antidoto. In seguito si scopre che il siero è difettoso.

## Crisalide di mezza età
- Titolo originale: Mid-Life Chrysalis
- Scritto da: Jackson Publick e Doc Hammer

### Trama
Brock apprende che la sua licenza di uccidere è scaduta e Hank e Dean lo aiutano a prepararsi per il suo esame di ricertificazione. Monarch manda la sua amanta Dott. Girlfriend sotto copertura per sedurre il Dott. Venture e iniettargli un siero che lo possa trasformare in un bruco gigante. Tuttavia, si rammarica e alla fine gli somministra l'antidoto. Brock supera l'esame e usa la libertà della sua licenza per picchiare un barista che lo ha insultato la sera prima.

## Emergenza medica
- Titolo originale: Are You There God, It's Me, Dean
- Scritto da: Doc Hammer

### Trama
Monarch cattura i Venture, tuttavia, quando Dean inizia improvvisamente a subire un'acuta torsione testicolare, si ritrova vincolato dalle leggi dal Sindacato delle Cattive Intenzioni per concedere loro una tregua. Pete White e Billy Quizboy collaborano col Dott. Venture per aiutare Dean, mentre Monarch trattiene Hank e Brock come garanzia. Dean si riprende, tuttavia Hank inizia a soffrire dello stesso disturbo.

## Il mercatino dell'usato
- Titolo originale: Tag Sale – You're It!
- Scritto da: Doc Hammer

### Trama
Il Dott. Venture organizza una grande svendita per aumentare il suo reddito vendendo diverse invenzioni e attrezzature, portando all'attenzione di molti scienziati e supercriminali. Hank gestisce un chiosco di limonate e sandwich all'evento, con Dean, Triana e H.E.L.P.eR. come suoi dipendenti. Monarch coglie quindi l'occasione per istigare una rivolta in modo che possa intrufolarsi nel Venture Compound per usare il bagno e vandalizzare l'attrezzatura del Dott. Venture.

## Tempo passato
- Titolo originale: Past Tense
- Scritto da: Jackson Publick

### Trama
Il Dott. Venture, Brock, Pete White e il barone Ünderbheit vengono rapiti dall'esperto di robotica Mike Sorayama, che li incolpa di aver rovinato le sue possibilità con una ragazza per la quale aveva una cotta 20 anni prima, quando erano tutti compagni di classe del college. Hank e Dean riuniscono i membri dell'originale Team Venture, un gruppo di avventurieri che ha lavorato per il nonno negli anni '60, per organizzare un salvataggio.

## Il processo
- Titolo originale: The Trial of the Monarch
- Scritto da: Doc Hammer

### Trama
Monarch e Dott. Girlfriend hanno un'amara rottura e lei torna dal suo ex amante Phantom Limb. Quando Il Monarca, brillo, tenta di riconquistarla, Phantom Limb lo incolpa per l'omicidio di un agente di polizia e va sotto processo; tuttavia il Dott. Orpheus viene chiamato a rivelare la verità del Monarca. Phantom Limb, insieme agli agenti del Sindacato delle Cattive Intenzioni, assicura che Monarch venga giudicato colpevole e mandato in prigione, cosa che turba Dott. Girlfriend. 

## Una strana nascita
- Titolo originale: Return to Spider-Skull Island
- Scritto da: Jackson Publick e Doc Hammer

### Trama
Il Dott. Venture ha un intervento chirurgico per rimuovere un tumore all'addome. Pensando che il loro padre sia incinta a causa della loro scarsa conoscenza della biologia, Hank e Dean scappano di casa e finiscono in un programma carcerario in stile Scared Straight!, ospitato da Monarch. Il "tumore" risulta essere il fratello gemello del Dott. Venture che vive dentro di lui da quando è stato divorato mentre i due erano ancora nel grembo materno. Il gemello tenta di rivendicare la sua primogenitura tentando di uccidere il Dott. Venture, tuttavia viene fermato da Brock e H.E.L.P.eR.. In seguito ad una tregua, il gemello prende il nome di Jonas Venture Junior e il Dott. Venture gli affida l'X-2 e la struttura del padre a Spider-Skull Island. La famiglia recupera Hank e Dean, tuttavia vengono accidentalmente uccisi dagli scagnozzi di Monarch.